# ديبي مورغان
ديبي مورغان (بالإنجليزية: Debbi Morgan)‏ (و. 1956 – م) هي ممثلة، وممثلة تلفزيونية، من الولايات المتحدة الأمريكية، ولدت في دون.

## جوائز وترشيحات
حصلت على جوائز منها:
- NAACP Image Award for Outstanding Actress in a Daytime Drama Series [الإنجليزية]‏، عن عمل: أول ماي تشيلدرن (2010)
- NAACP Image Award for Outstanding Actress in a Daytime Drama Series [الإنجليزية]‏، عن عمل: أول ماي تشيلدرن (2009)
- NAACP Image Award for Outstanding Supporting Actress in a Drama Series [الإنجليزية]‏، عن عمل: Soul Food (TV series) [الإنجليزية]‏ (2002)
- جائزة الروح المستقلة لأفضل ممثلة مساعدة، عن عمل: إيفز بايو (1998)
- Daytime Emmy Award for Outstanding Supporting Actress in a Drama Series [الإنجليزية]‏، عن عمل: أول ماي تشيلدرن (1989).

ترشحت لـ:
- Daytime Emmy Award for Outstanding Lead Actress in a Drama Series [الإنجليزية]‏، عن عمل: أول ماي تشيلدرن (2012)
- NAACP Image Award for Outstanding Actress in a Daytime Drama Series [الإنجليزية]‏، عن عمل: أول ماي تشيلدرن (2011)
- Daytime Emmy Award for Outstanding Lead Actress in a Drama Series [الإنجليزية]‏، عن عمل: أول ماي تشيلدرن (2011)
- NAACP Image Award for Outstanding Actress in a Daytime Drama Series [الإنجليزية]‏، عن عمل: أول ماي تشيلدرن (2010)
- NAACP Image Award for Outstanding Actress in a Daytime Drama Series [الإنجليزية]‏، عن عمل: أول ماي تشيلدرن (2009)
- Daytime Emmy Award for Outstanding Lead Actress in a Drama Series [الإنجليزية]‏، عن عمل: أول ماي تشيلدرن (2009)
- NAACP Image Award for Outstanding Supporting Actress in a Drama Series [الإنجليزية]‏، عن عمل: Soul Food (TV series) [الإنجليزية]‏ (2002)
- NAACP Image Award for Outstanding Actress in a Motion Picture [الإنجليزية]‏، عن عمل: الإعصار (2000)
- جائزة الجمعية الوطنية للنهوض بالملونين عن فئة الممثلة الثانوية المبهرة [الإنجليزية]‏، عن عمل: إيفز بايو (1998)
- جائزة الروح المستقلة لأفضل ممثلة مساعدة، عن عمل: إيفز بايو (1998)
- NAACP Image Award for Outstanding Actress in a Daytime Drama Series [الإنجليزية]‏، عن عمل: The City (1995 TV series) [الإنجليزية]‏ (1996)
- Daytime Emmy Award for Outstanding Supporting Actress in a Drama Series [الإنجليزية]‏، عن عمل: أول ماي تشيلدرن (1989)
- جائزة الجمعية الوطنية لإنجازات الملونين لأفضل ممثلة درامية [الإنجليزية]‏ (1987)
- Daytime Emmy Award for Outstanding Younger Actress in a Drama Series [الإنجليزية]‏، عن عمل: أول ماي تشيلدرن (1986).

## وصلات خارجية
- ديبي مورغان على موقع IMDb (الإنجليزية)
- ديبي مورغان على موقع ألو سيني (الفرنسية)
- ديبي مورغان على موقع ميوزك برينز (الإنجليزية)
- ديبي مورغان على موقع أول موفي (الإنجليزية)
- ديبي مورغان على موقع قاعدة بيانات الأفلام السويدية (السويدية)
- ديبي مورغان على موقع إن إن دي بي (الإنجليزية)
- ديبي مورغان على موقع قاعدة بيانات الفيلم (الإنجليزية)
- ديبي مورغان على موقع كينوبويسك (الروسية)